# AFC Central
De American Football Conference Central Division of AFC Central was tot 2002 een divisie van de NFL's American Football Conference. De AFC Central bestond van 1970 tot en met 2001 als een van de drie divisies van de AFC, naast de AFC East en de AFC West. In 2002 werd het aantal divisies in de AFC vergroot naar vier en werd de AFC Central vervangen door de AFC North en de AFC South. Vier van de zes AFC Central-teams kwamen samen in de AFC North, de andere twee kwamen in de AFC South.

## Teams
De volgende teams hebben in de AFC Central gespeeld:
| Team                 | Stad                     | Periode in AFC Central | AFC Central-titels | Super Bowls                | Eerdere naam                                             |
| -------------------- | ------------------------ | ---------------------- | ------------------ | -------------------------- | -------------------------------------------------------- |
| Baltimore Ravens     | Baltimore, Maryland      | 1996-2001              | geen               | 1 (2000)                   |                                                          |
| Cincinnati Bengals   | Cincinnati, Ohio         | 1970-2001              | 5                  | geen                       |                                                          |
| Cleveland Browns     | Cleveland, Ohio          | 1970-1995, 1999-2001   | 6                  | geen                       |                                                          |
| Jacksonville Jaguars | Jacksonville, Florida    | 1995-2001              | 2                  | geen                       |                                                          |
| Pittsburgh Steelers  | Pittsburgh, Pennsylvania | 1970-2001              | 15                 | 4 (1974, 1975, 1978, 1979) |                                                          |
| Tennessee Titans     | Nashville, Tennessee     | 1970-2001              | 3                  | geen                       | Houston Oilers (1970-1996), Tennessee Oilers (1997-1998) |

## Divisie-indeling
De AFC Central werd opgericht in 1970, samen met de AFC East en de AFC West, na de fusie tussen de National Football League met de American Football League. Twee van de vier teams (de Cleveland Browns en de Pittsburgh Steelers) speelden oorspronkelijk al in de NFL (Century Division), de andere twee teams werden uit de oude AFL-divisies gehaald: de Houston Oilers uit de East Division en de Cincinnati Bengals uit de West Division.
Ruim drie decennia was dit de vertrouwde indeling van de AFC Central, maar in de jaren 90 kwamen er enkele veranderingen; de eerste in 1995, met de toevoeging van de pas opgerichte Jacksonville Jaguars.
Een jaar later volgde een opmerkelijke wijziging: de Cleveland Browns verhuisden naar Baltimore, dit tot grote woede van de fans. Zelfs de supporters van de Steelers (de grote rivaal van de Browns) waren niet blij, omdat de wedstrijd waar ze jaarlijks het meest naartoe leefden van de kalender zou verdwijnen (behalve de Steelers zouden enkel de Buffalo Bills bij een overleg tussen teameigenaren tegen stemmen). Na onderhandelingen tussen Cleveland, Baltimore, het management en de NFL, koos men voor een opmerkelijke oplossing: de spelers en de staff zouden verhuizen naar Baltimore, maar Cleveland zou binnen enkele jaren weer een NFL-team toegewezen krijgen, dat de geschiedenis van de Browns mocht claimen. De Baltimore Ravens zouden dus een nieuw team zijn en geen voortzetting van de oude Cleveland Browns (een soortgelijke constructie werd in de Amerikaanse voetbalcompetitie gebruikt toen de San Jose Earthquakes naar Texas verhuisden en de Houston Dynamo werden).
Een jaar later zag de divisie nog een verplaatsing van teams: de Houston Oilers verhuisden naar Nashville (al speelden ze het eerste jaar nog in Memphis). In 1999 keerden de Cleveland Browns zoals beloofd terug in de competitie en ze werden ook weer in de AFC Central geplaatst. In datzelfde jaar veranderden de Oilers hun naam naar de Titans.
Na 2001 maakte de AFC Central plaats voor de nieuwe divisies; de Jaguars en de Titans kwamen samen met de Indianapolis Colts en de Houston Texans (een nieuw team in Houston) in de AFC South; de andere vier teams vormden samen de AFC North.
- 1970-1994: Cincinnati Bengals, Cleveland Browns, Houston Oilers en Pittsburgh Steelers
- 1995: Cincinnati Bengals, Cleveland Browns, Jacksonville Jaguars, Houston Oilers en Pittsburgh Steelers
- 1996: Baltimore Ravens, Cincinnati Bengals, Jacksonville Jaguars, Houston Oilers en Pittsburgh Steelers
- 1997-1998: Baltimore Ravens, Cincinnati Bengals, Jacksonville Jaguars, Pittsburgh Steelers en Tennessee Oilers
- 1999-2001: Baltimore Ravens, Cincinnati Bengals, Cleveland Browns, Jacksonville Jaguars, Pittsburgh Steelers en Tennessee Titans

## Winnaars
| Kleur of afkorting | Betekenis                                    |
| Geel               | NFC Central-team won NFC-titel en Super Bowl |
| Rood               | NFC Central-team won NFC-titel               |
| (SB)               | Team won de Super Bowl                       |
| (F)                | Team won NFC-titel                           |
| (HF)               | Team verloor NFC Championship                |
| (KF)               | Team verloor Divisional Playoffs             |
| (WC)               | Team verloor Wild Card Playoffs              |
| ------------------ | -------------------------------------------- |

| Seizoen | Winnaar                   | Balans | Percentage | Wild-Card-teams                                 |
| ------- | ------------------------- | ------ | ---------- | ----------------------------------------------- |
| 1970    | Cincinnati Bengals (KF)   | 8-0-6  | 0,571      |                                                 |
| 1971    | Cleveland Browns (KF)     | 9-0-5  | 0,643      |                                                 |
| 1972    | Pittsburgh Steelers (HF)  | 11-0-3 | 0,786      | Cleveland Browns (KF)                           |
| 1973    | Cincinnati Bengals (KF)   | 10-0-4 | 0,714      | Pittsburgh Steelers (KF)                        |
| 1974    | Pittsburgh Steelers (SB)  | 10-1-3 | 0,750      |                                                 |
| 1975    | Pittsburgh Steelers (SB)  | 12-0-2 | 0,857      | Cincinnati Bengals (KF)                         |
| 1976    | Pittsburgh Steelers (HF)  | 10-0-4 | 0,714      |                                                 |
| 1977    | Pittsburgh Steelers (KF)  | 9-0-5  | 0,643      |                                                 |
| 1978    | Pittsburgh Steelers (SB)  | 14-0-2 | 0,875      | Houston Oilers (HF)                             |
| 1979    | Pittsburgh Steelers (SB)  | 12-0-4 | 0,750      | Houston Oilers (HF)                             |
| 1980    | Cleveland Browns (KF)     | 11-0-5 | 0,688      | Houston Oilers (WC)                             |
| 1981    | Cincinnati Bengals (F)    | 12-0-4 | 0,750      |                                                 |
| 1982    | Cincinnati Bengals (WC)   | 7-0-2  | 0,778      | Pittsburgh Steelers (WC), Cleveland Browns (WC) |
| 1983    | Pittsburgh Steelers (KF)  | 10-0-6 | 0,625      |                                                 |
| 1984    | Pittsburgh Steelers (HF)  | 9-0-7  | 0,563      |                                                 |
| 1985    | Cleveland Browns (KF)     | 8-0-8  | 0,500      |                                                 |
| 1986    | Cleveland Browns (HF)     | 12-0-4 | 0,750      |                                                 |
| 1987    | Cleveland Browns (HF)     | 10-0-5 | 0,667      | Houston Oilers (KF)                             |
| 1988    | Cincinnati Bengals (F)    | 12-0-4 | 0,750      | Cleveland Browns (WC), Houston Oilers (KF)      |
| 1989    | Cleveland Browns (HF)     | 9-1-6  | 0,594      | Houston Oilers (WC), Pittsburgh Steelers (KF)   |
| 1990    | Cincinnati Bengals (KF)   | 9-0-7  | 0,563      | Houston Oilers (WC)                             |
| 1991    | Houston Oilers (KF)       | 11-0-5 | 0,688      |                                                 |
| 1992    | Pittsburgh Steelers (KF)  | 11-0-5 | 0,688      | Houston Oilers (WC)                             |
| 1993    | Houston Oilers (KF)       | 12-0-4 | 0,750      | Pittsburgh Steelers (WC)                        |
| 1994    | Pittsburgh Steelers (HF)  | 12-0-4 | 0,750      | Cleveland Browns (KF)                           |
| 1995    | Pittsburgh Steelers (F)   | 11-0-5 | 0,688      |                                                 |
| 1996    | Pittsburgh Steelers (KF)  | 10-0-6 | 0,625      | Jacksonville Jaguars (HF)                       |
| 1997    | Pittsburgh Steelers (HF)  | 11-0-5 | 0,688      | Jacksonville Jaguars (WC)                       |
| 1998    | Jacksonville Jaguars (KF) | 11-0-5 | 0,688      |                                                 |
| 1999    | Jacksonville Jaguars (HF) | 14-0-2 | 0,875      | Tennessee Titans (F)                            |
| 2000    | Tennessee Titans (KF)     | 13-0-3 | 0,813      | Baltimore Ravens (SB)                           |
| 2001    | Pittsburgh Steelers (HF)  | 13-0-3 | 0,813      | Baltimore Ravens (KF)                           |

## Records en trivia
- De Pittsburgh Steelers waren met afstand het succesvolste AFC Central-team, met vijftien divisie-titels en vier Super Bowls.
- De Baltimore Ravens zijn het laatste team dat de Super Bowl wist te winnen als AFC Central-team (in 2000).
- De beste score voor een AFC Central-team in het reguliere seizoen was 0,875 (14 zeges en 2 nederlagen). Dit werd behaald door de Pittsburgh Steelers (in 1978) en de Jacksonville Jaguars (in 1999).
- De slechtste score voor een AFC Central-team in het reguliere seizoen is 0,071 (1 zege en 13 nederlagen). Dit werd behaald door de Houston Oilers (in 1972 en 1973).
- Tussen 1974 en 1979 kenden de Pittsburgh Steelers een gouden periode met vier Super Bowls in zes jaar. Geen enkel ander team wist in zulk kort tijdsbestek vier keer de Super Bowl te winnen. Ook lukte het tot op heden geen enkel ander team om twee keer hun titel te verdedigen (wat de Steelers dus deden in 1975 en 1979).